# Dicranomyia atropos
Dicranomyia atropos là một loài ruồi trong họ Limoniidae. Chúng phân bố ở miền Cổ bắc.